# ميليسا برايس
ميليسا برايس (بالإنجليزية: Melissa Price)‏ هي منافسة ألعاب القوى أمريكية، ولدت في 20 سبتمبر 1977.

## وصلات خارجية
- ميليسا برايس على موقع الاتحاد الدولي لألعاب القوى (الإنجليزية)